# Paret seca
La paret seca o pedra seca, i també pedra en sec, és una tècnica de construcció tradicional i popular que consisteix a alçar murs de pedra sense utilitzar cap mena de material de cohesió, com morter o fang. Aquest procediment ancestral es duu a terme seleccionant, col·locant i encaixant professionalment pedres de diferents mides i formes extretes normalment dels camps. Amb aquesta tècnica es poden construir una àmplia varietat d'estructures i edificacions generalment relacionades amb l’agricultura i al món rural, per exemple murs, marges, barraques, pous, etc.

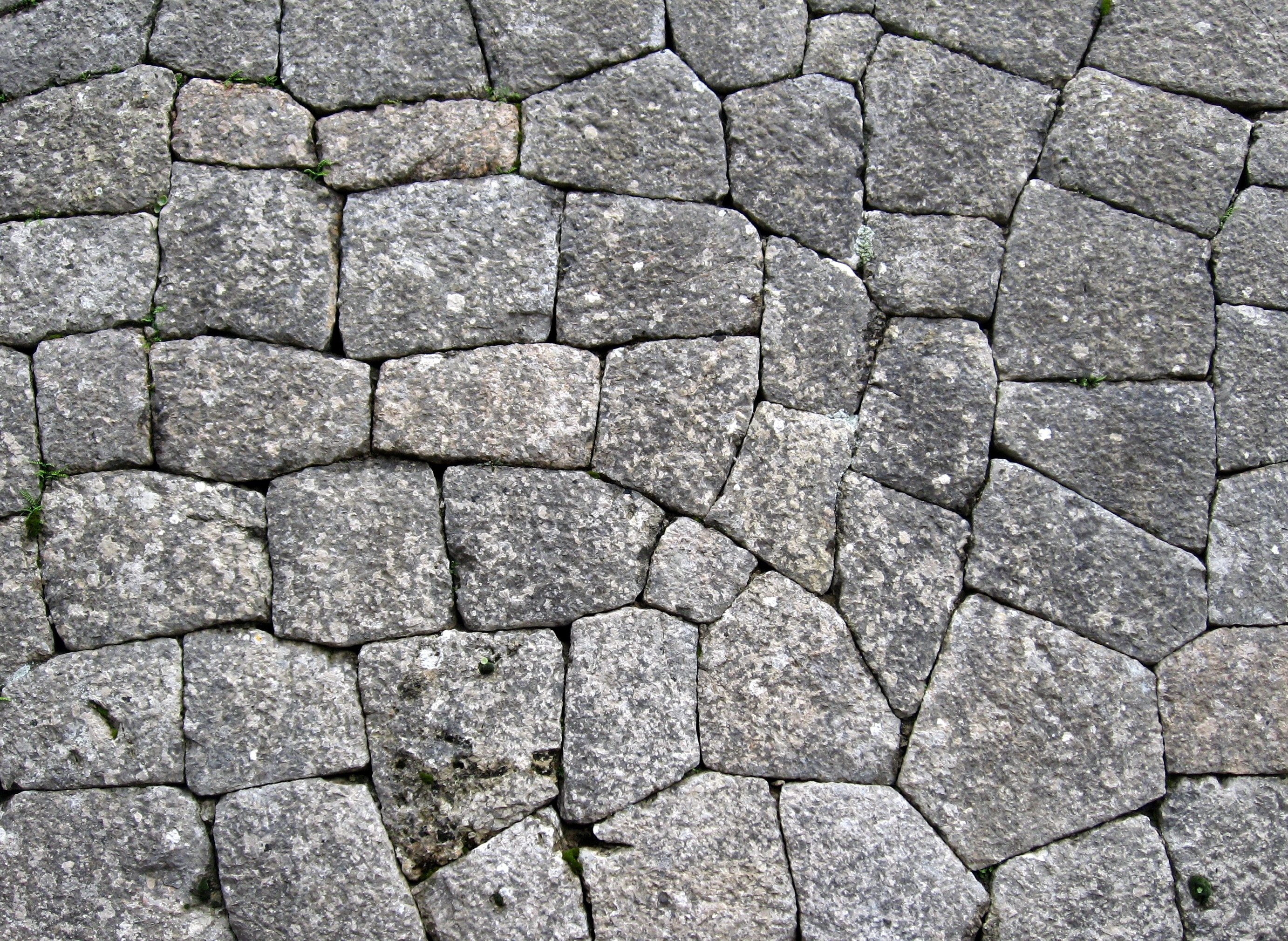
Detall d'un marge de pedra seca treballada a Mallorca

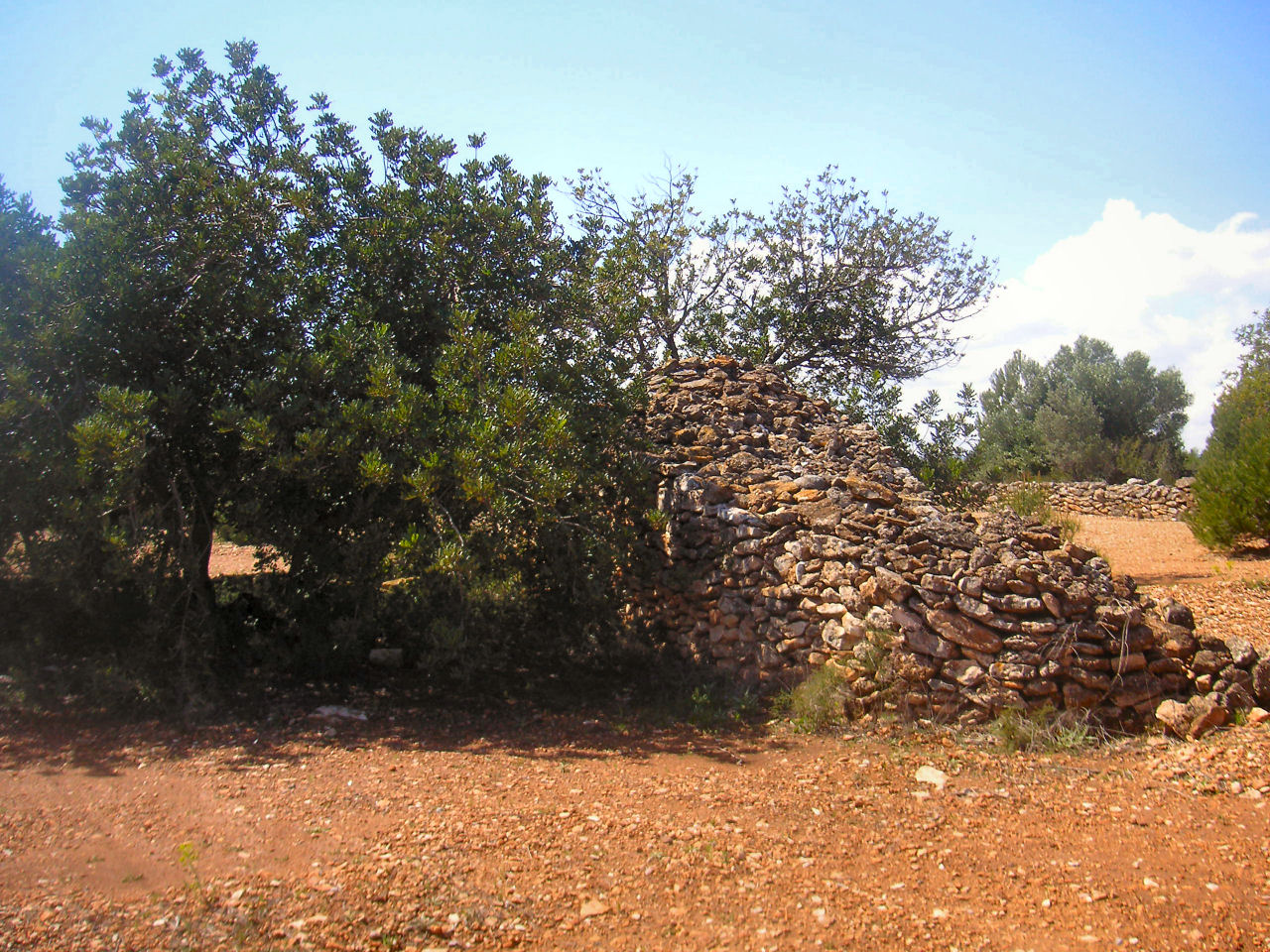
Barraca de pedra seca una mica esfondrada a la partida de la Cova del Duc, al terme municipal de l'Ametlla de Mar.

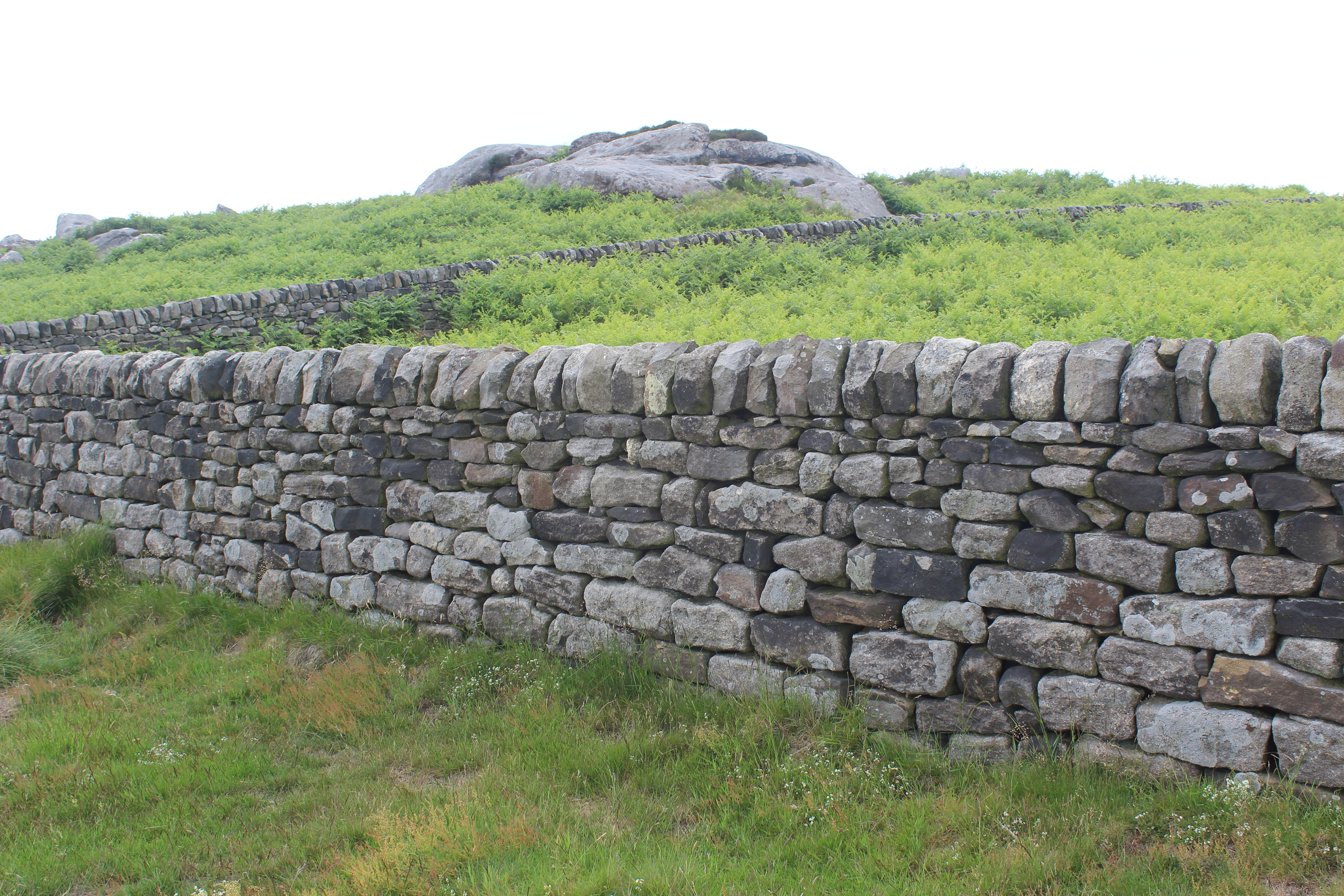
Paret seca en perfecte estat al Peak District, Derbyshire, Anglaterra.

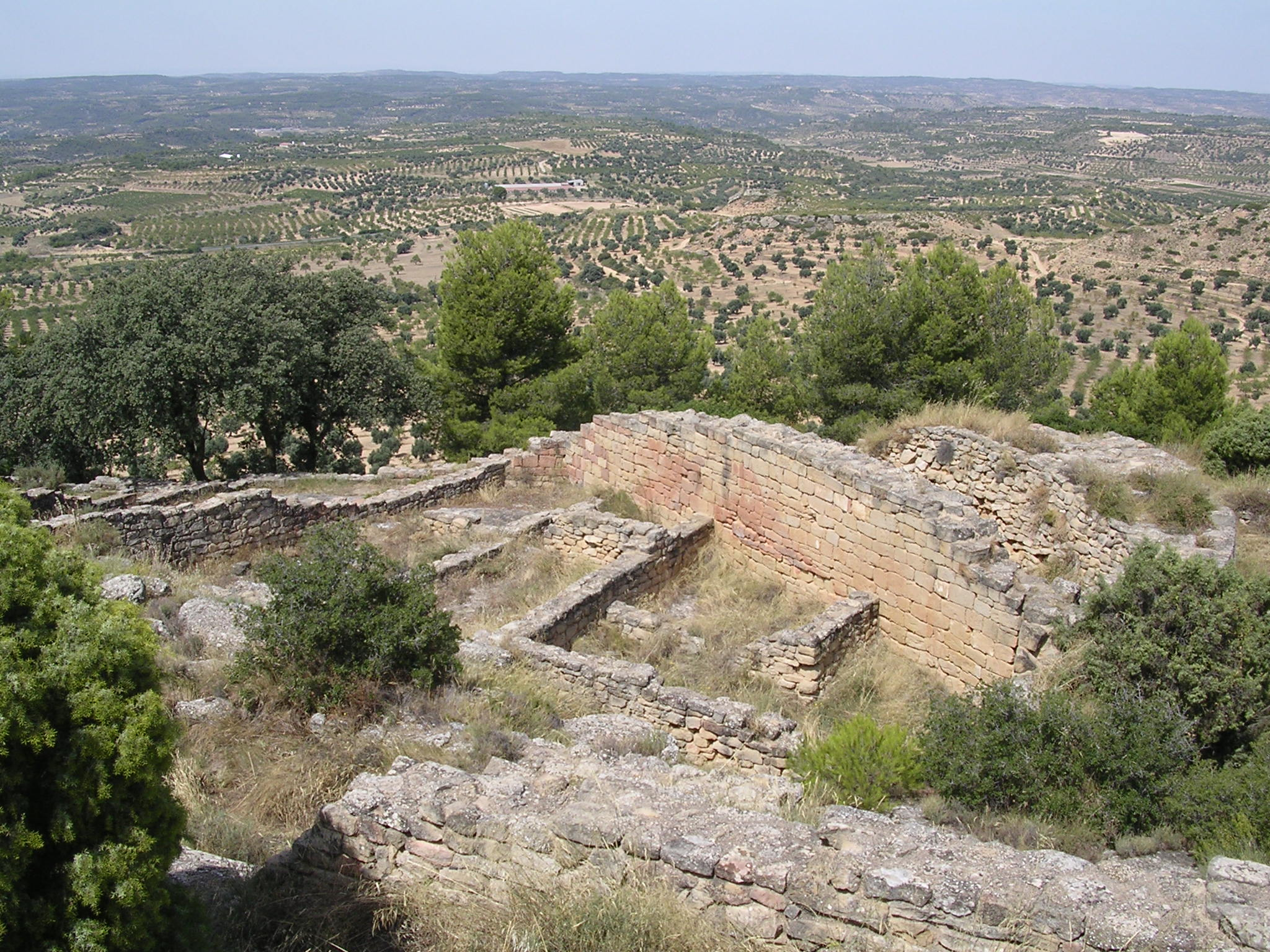
Poblat iber de Sant Antoni, a Calaceit, amb evidents mostres de pedra seca.

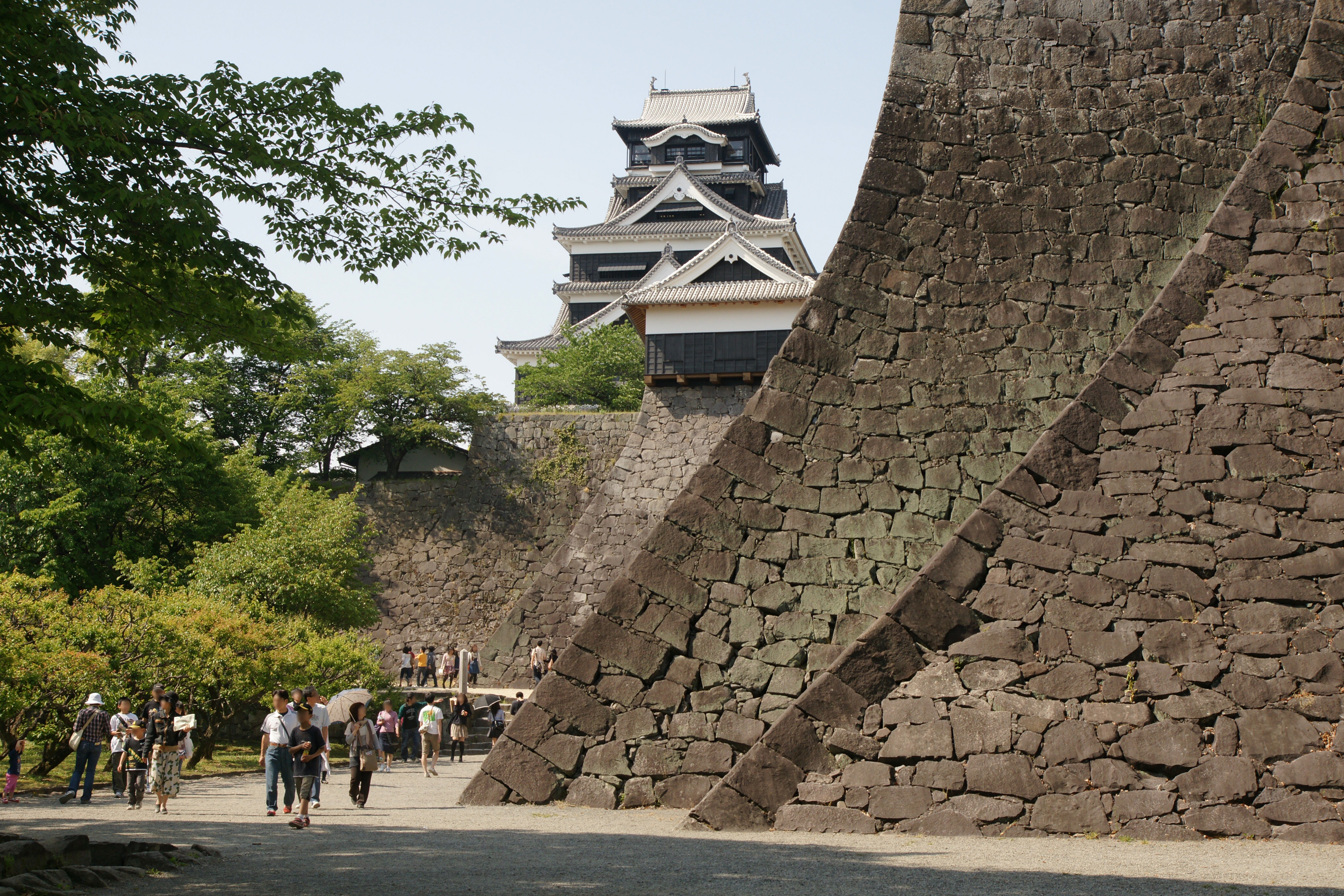
El castell de Kumamoto, al Japó.

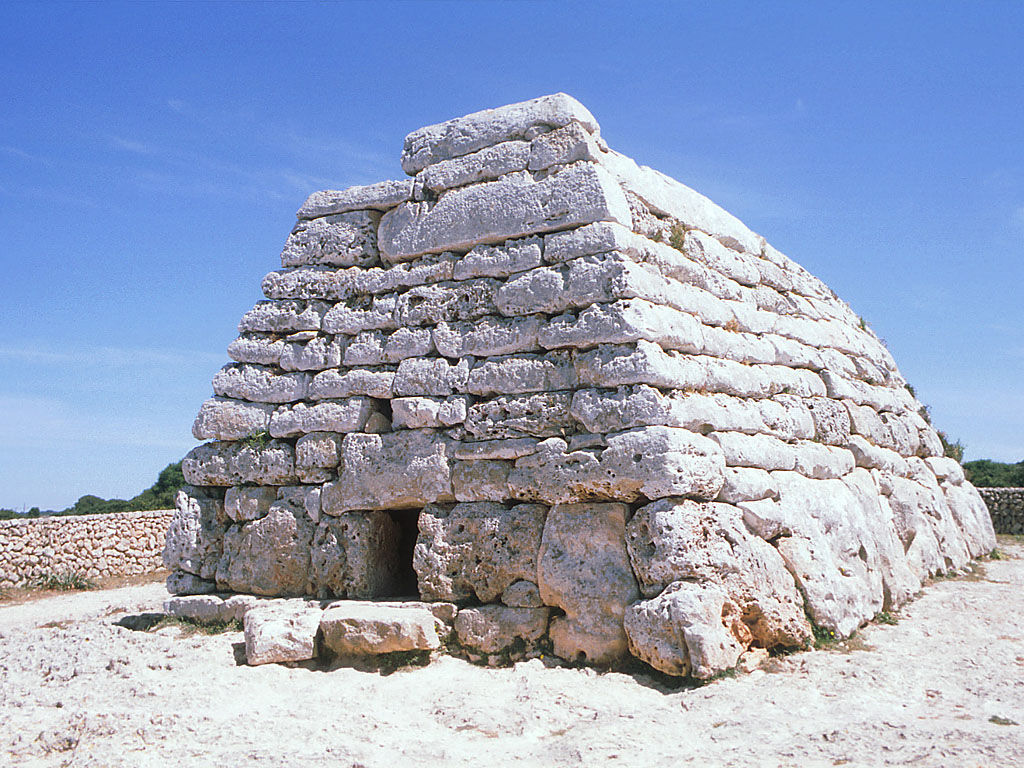
La prehistòrica Naveta des Tudons, cultura talaiòtica de Menorca, envoltada d'una tanca de pedra seca relativament moderna.

És una tècnica estesa per tota la Conca mediterrània pel seu característic terreny rocós, aquestes estructures configuren el paisatge i s’integra l’activitat humana amb la natura. Tot i això, també podem trobar exemples d’aquesta tècnica arreu del món i en diferents civilitzacions.
Les característiques constructives bàsicament estan determinades pel lligam amb una economia autosuficient, amb un terreny rocallós, amb l'ús de materials de l'entorn immediat i amb l'ús d'una tecnologia elemental assolida a nivell popular i transmesa a través de l'experiència. A més, aquesta tècnica usa pedres de dimensions més aviat reduïdes i amb poca elaboració prèvia.
Malgrat que la pràctica d'aquesta tècnica de construcció estava en risc de desaparèixer per la falta de relleu generacional i transmissió de coneixements a causa de l’abandonament del camp, les males condicions laborals dels professionals (margenadors i picapedrers), diverses entitats i professionals d’aquesta tècnica reivindiquen la seva preservació com a valor patrimonial i model de desenvolupament en zones rurals sensibilitzant la població i les institucions per mitjà d'activitats, jornades i tallers. Per exemple la Setmana de la Pedra Seca, organitzada per l'Associació de Micropobles de Catalunya i l'Ajuntament de Torrebesses, que aquest any se celebra del 22 de novembre fins a l’1 de desembre.

## Orígens
Els historiadors situen els orígens d’aquesta tècnica a la Prehistòria, més concretament al període del Neolític (8000 aC), el qual va iniciar a les costes del Mediterrani de l’Orient Mitjà i posteriorment es va escampar per tota la zona mediterrània. Les societats primitives van observar que la natura els podia proporcionar aliments i que ells ho podien controlar pel seu benefici. Gràcies a aquest descobriment l’ésser humà, llavors nòmada i caçador, va transicionar cap al sedentarisme assentant-se en poblats i desenvolupant una societat basada en l’agricultura i la ramaderia. Aquest gran canvi va crear la necessitat d'infraestructures, tant per viure, treballar la terra, aprofitar l’aigua, refugiar-se, marcar els límits del camp, etc. La pedra extreta d’erms i camps de conreus va ser aprofitada i utilitzada com a matèria primera influenciada pel context geogràfic i el paisatge àrid i rocós que caracteritza la Mediterrània.

## L'ofici
La persona especialitzada en la construcció en pedra seca s'anomena marger, mestre marger, margener o margenera, margenador o margenadora o paredador o paredaire.

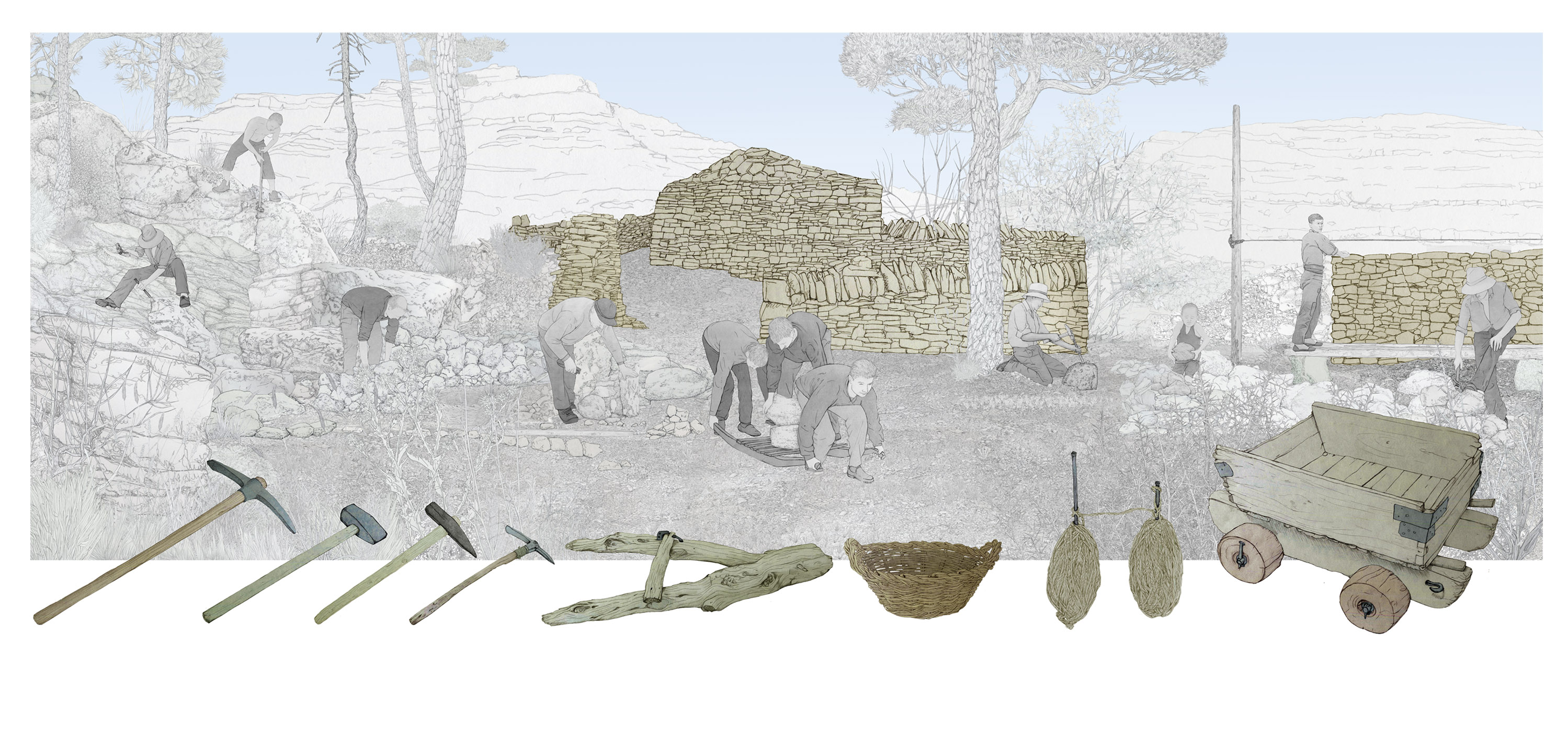
Treballs de construcció amb la tècnica de la pedra seca o paret seca. Il·lustració del Museu Valencià d'Etnologia

S'ha de tenir en compte, però, que fins fa poc, gairebé tots els agricultors i pastors coneixien la tècnica, perquè cadascú ho havia de fer al seu tros o arreu del terreny, per despedregar o per crear construccions útils. Els pagesos més adinerats es podien permetre pagar un mestre marger que els vingués a fer alguna obra corrent o singular, però la gran majoria de pagesos ho feien ells mateixos. Pels camins i vies de pedra seca segurament es feien esforços de construcció comuns, especialment pels camins entre municipis, com també es devia fer per a altres construccions d'ús comú (com ara pletes als prats, baumes (balmes) convertides en pletes o aixoplucs, etc.).
El 1986 es crea a Sóller l'Escola de Margers, la gestió de la qual fou assumida dos anys després pel Consell de Mallorca. A partir d'aquest moment s'inicia una fase de recuperació de l'ofici, ajudada per l'especial conjuntura econòmica i gràcies a la intervenció institucional.
Des d'aleshores, el Consell ha dut a terme diversos cursos de formació de margers, inicialment a través del programa d'escoles taller, adreçat a joves d'entre setze i vint-i-quatre anys en atur, i a través del programa de tallers d'ocupació, que es dirigeix a aturats majors de vint-i-cinc anys. Aquests programes han demostrat ser molt útils, ja que l'ensenyament teòric i pràctic s'hi combina amb el treball real.
Actualment, el Consell de Mallorca organitza cursos d'iniciació a la construcció de pedra en sec per a no professionals, amb l'objectiu d'apropar aquesta tècnica a la població local i proporcionar els coneixements bàsics per fer petits treballs de manteniment.

### Feines
- Adobar pedra consisteix a donar coa i cara a la pedra amb una eina de percussió o de tall, segons el tipus de pedra, i amb forma més o menys allargada per tal de facilitar-ne la col·locació i l'estabilitat.[14]
- Aixecar el braó és aixecar un segon parament a l'interior del marge.[15]
- Paredar és col·locar les filades de pedra que configuren el parament d'una paret seca de tal manera que quedin ben lligades i ofereixin solidesa al mur.[16]
- Enqueixalar: enllaçar i travar les pedres d'una paret amb les d'una altra, endentant les pedres dins els queixals.

### Eines
L'utillatge del marger es relativament nombrós, amb un conjunt d'eines comunes a altres oficis de la construcció i altres específiques de la pedra en sec. A grans trets es poden agrupar les eines per la tasca en la qual intervenen, encara que una mateixa eina es pot utilitzar per a diferents treballs:

#### Eines d'extracció o trencament de la pedra
Que serveixen per obrir, xapar a esflorar la pedra.:
- Picassa: eina composta d'una peça de ferro amb un ull central, en el qual hi va ficat un mànec de fusta que normalment està fet d'ullastre. Aquesta eina té un cap pla anomenat sola i l'altre cap és acabat en punta. L'eina serveix per trossejar la pedra.
- Manuella: barra de ferro amb els caps acerats i amb tall, que serveix per fer, en la pedra viva, els forats de les barrobinades o barrobins i també per fer les tasconeres.
- Gangalla: cada una de les dues peces de ferro que es col·loquen amb el tascó per esflorar una pedra.
- Tascó: peça de ferro de secció triangular molt afuada que serveix, entre altres coses, per obrir, xapar o esflorar una pedra. La tasconera és un procediment format pel tascó i dues gangalles per obrir, xapar o esflorar una pedra.[17]

#### Eines de preparació del terreny
- Aixada pedrenyera: és una aixada robusta de dues cares. Una cara és de fulla horitzontal i l'altra, un prisma convergent en forma de punta. Cadascuna s'empra per feines diferents encara que bàsicament s'utilitza per eixermar i fer d'escombra
- Càvec: eina semblant a un llegó, més grossa, amb la peça metàl·lica triangular. Té la fulla de forma triangular i un poc corbada, ja que serveix per remoure la terra i agafar-la.

#### Eines d'adobament de la pedra
- Picassó o mitja picassa: el picassó és una eina composta d'una peça de ferro amb un ull central en el qual va ficat un mànec de fusta, té un cap pla de secció quadrada i un altre acabat en punta. El picassó tradicional té l'extrem de la sola més estret que els emprats actualment. Serveix per retocar les voreres d'una roca quan surt massa, escapçar una pedra que fa nosa i forjar les pedres grosses d'un marge.
- Martell de punta: el martell de punta és una eina composta de ferro amb un ull central en el qual va ficat un mànec de fusta, té un cap pla amb una petita concavitat anomenat sola i un altre acabat en punta. Hi ha dos tipus de martell de punta que es diferencien per les dimensions: el martell de punta petit, que serveix per paredar i el martell de punta gros serveix per adobar les pedres. Actualment hi ha una major diversitat de dimensions. N'hi ha dos tipus, el de punta petita i el de punta gros. El mànec és de fusta, tradicionalment d'ullastre (Olea europaea), i l'element percutor de ferro amb el cap acerat. Servei per adobar pedres i paredar i s'utilitza amb la mà.
- Martell de tall: el martell de tall és una eina composta d'una peça de ferro amb un ull central en el qual es fica un mànec de fusta. Té un cap pla anomenat sola i un altre en tall vertical (rastell).[18] S'utilitza per adobar pedres de poca duresa i és una eina molt comuna a Llucmajor (Mallorca). És un mànec de fusta, normalment d'ullastre, de 40 cm i una peça de ferro de 17 cm de llargària. Amb un pes de 1,1 kg. L'element percutor de ferro amb el cap acerat. Serveix per adobar les pedres de menor duresa. És una eina comuna a Llucmajor i a zones de materials tous, mentre es desconeix a la serra de Tramuntana. L'eina s'agafa amb una mà. La sola i el rastell s'empren per adobar la pedra i donar-li cara i coa.
- Talòs: el talòs és una eina de ferro de secció quadrada, amb un cap amb forma de cabota i l'altre extrem de forma triangular. Aquesta eina és una pròpia dels picadors de pedra, però l'han adoptada els margers per adobar més acuradament la pedra, especialment per fer cantoneres i marges enqueixalats, i substitueixen el martell de punta. Mida 22,3 cm de llargària i 3 cm de tall i pesa 0,36 kg. Es pren amb una mà i amb l'altra es colpeja amb la maceta sobre la cabota. El talòs s'ha d'aguantar obliquament i mantenir el tall paral·lel a la línia de tall.

#### Eines de desplaçament o de palanques
- Perpal: el perpal és una barra de ferro o de fusta amb una ungla en un dels dos caps que serveix per fer palanca i treure les pedres. Les mides poden ser diverses i segons la mida tenim un perpal gros o un perpal mitjà.
- Perpalina: perpal petit utilitzat per compondre les pedres més grosses d'un marge. Barra cilíndrica de ferro amb una ungla al cap de 87 cm de llargària total, l'ungla del qual té 5 cm de llargària, amb l'acer de 3,2 cm d'amplària. El pes és de 3 kg. Serveix per fer palanca per moure les pedres de grans dimensions o compondre les peces més grosses d'un marge. D'una manera similar al perpal, l'eina es fa bascular amb les dues mans.
- Matràs: piló de fusta de forma cilíndrica i d'uns 20 centímetres de gruixa, reforçat amb cercles de ferro. La part superior, molt més prima, fa de mànec. Serveix per pitjar les pedres d'un empedrat.
- Senalla: recipient fet de llatra, espart o palma i modernament de goma. És més ampla de boca que de baix i té dues anses. Serveix per transportar pedres i terra.
- Civera: instrument de transport fet de fusta, compost de dues barres paral·leles, unides a la part central per barres de través o travessers separats, entre les quals pot haver-hi una bossa si es vol dur terra. Les barres tenen 1,80 m de llargària, els travessers, 60 cm i 8,3 cm d'amplària i es troben separats 4 cm un de l'altre. Els margers l'empren per transportar pedres, reble i terra. Es carrega col·locant-la a terra i l'aixequen i porten dos homes, un a cada cap.[19]

- Carreta, forca: vehicle sense rodes utilitzat per transportar pedres. Aprofita la força d'una bístia.
- Carreta o carro de mà: vehicle d'una roda de tusta i dos braços del mateix material sobre els quals es claven un seguit de travessers. S'empra per transportar terra o pedres.
- Carrereta: vehicle de fusta que consisteix en una caixa muntada sobre quatre rodes plenes. S'utilitza per transportar terra i pedres quan s'obrin galeries per fer fonts de mina

#### Eines d'anivellament i traçat de marges
- Regle de marger: el regle de marger és una barra de fusta, dreta, de secció rectangular. Té una mida variable segons la superfície per empedrar. Serveix per a empedrar. Per utilitzar el regle de marger es col·loca el regle de cantell per sobre la superfície de l'empedrat per a comprovar si està ben anivellat. S'utilitzen les pedres de cada costat, la cadena o altres regles com a guia per fer-lo córrer.
- Porgador: el porgador és un bastiment rectangular de fusta, amb dos peus, on hi ha clavada una tela de filferro. Té una mida de bastiment de 150 × 80 cm i un pes variable segons les dimensions. El materials de les peces són de filferro i fusta. Serveix per a porgar els materials i s'utilitza abocant el material sobre el porgador i sacsejant-lo.
- Capserrat: eina composta de dos braços o regles units per un extrem. Formen un angle que es pot tancar i obrir a voluntat, i serveix per mesurar i traçar angles. S'utilitza per fer els margers encaixalats.
- Ginyola, llendera: cordell prim i fort amb el qual els margers, posant-lo en tensió, senyalen tirades per construir marges i parets.
- Regle: barra de fusta, dreta, de secció rectangular. S'utilitzava per empedrar.

### Aspectes previs de la construcció en pedra seca[20]
El procés de construcció amb la tècnica de pedra seca consta de diferents passos depenent del tipus d’estructura i funció, però sigui quin sigui aquest producte final es necessita una gran dedicació i treball sobre el territori.
El primer pas indispensable és una anàlisi del terreny on volem construir, ja que de les seves característiques dependrà diversos aspectes de l'estructura i el procés de construcció, per exemple el tipus de pedres que trobem, la inclinació i la fermesa del terra, etc.
Seguidament, s’ha de dur a terme l'extracció de la matèria primera i neteja de la superfície on es vol construir. Aquesta tècnica es basa en l'aprofitament d’aquest recurs tan abundant a la conca mediterrània i integrar-la en un paisatge humà. Les pedres normalment eren arrencades dels camps i muntanyes per transformar-los en conreables i fèrtils, els pagesos aprofitaven aquestes grans acumulacions de roques per delimitar els camps amb murs o barraques per eines. Tot i això, les pedreres i els picapedrers també van contribuir en la construcció d’algunes d’aquestes estructures que es trobaven més properes. Les característiques geològiques de cada terreny influencia molt a l’hora de construir, tant en les eines que utilitzen, la tècnica i cura a l’hora de treballar la pedra, com l'aspecte final.
Totes aquestes pedres havien de ser seleccionades i classificades per la seva posició i funció segons la seva forma, pes i composició. Generalment, no es modificava la forma de les pedres, ja que els margers eren capaços de trobar la posició idònia i adequada per cada una, tot i això, les pedres de més grans dimensions es trencaven amb l’ajuda del mall.

## Usos i construccions
La tècnica de paret seca es fa servir sovint per a suportar talussos, terraplens, tals com les parets feixades (els marges o les espones que conformen les marjades, els feixos o els bancals de les vinyes o qualsevol altre conreu que podem trobar en moltes zones del país, com per exemple a la zona del Cap de Creus i l'Albera, fetes de pissarra (llicorella). També moltes de les barraques de vinya d'aquesta i d'altres zones estan construïdes amb la tècnica de paret seca, per bé que avui en dia, als països catalans si més no, ja no se sol fer servir per a construir edificacions.
En el món rural europeu i mundial, algunes de les estructures que s'han fet tradicionalment de pedra seca en llocs d'abundoses en pedres es poden classificar en: 
- Elements de sosteniment:

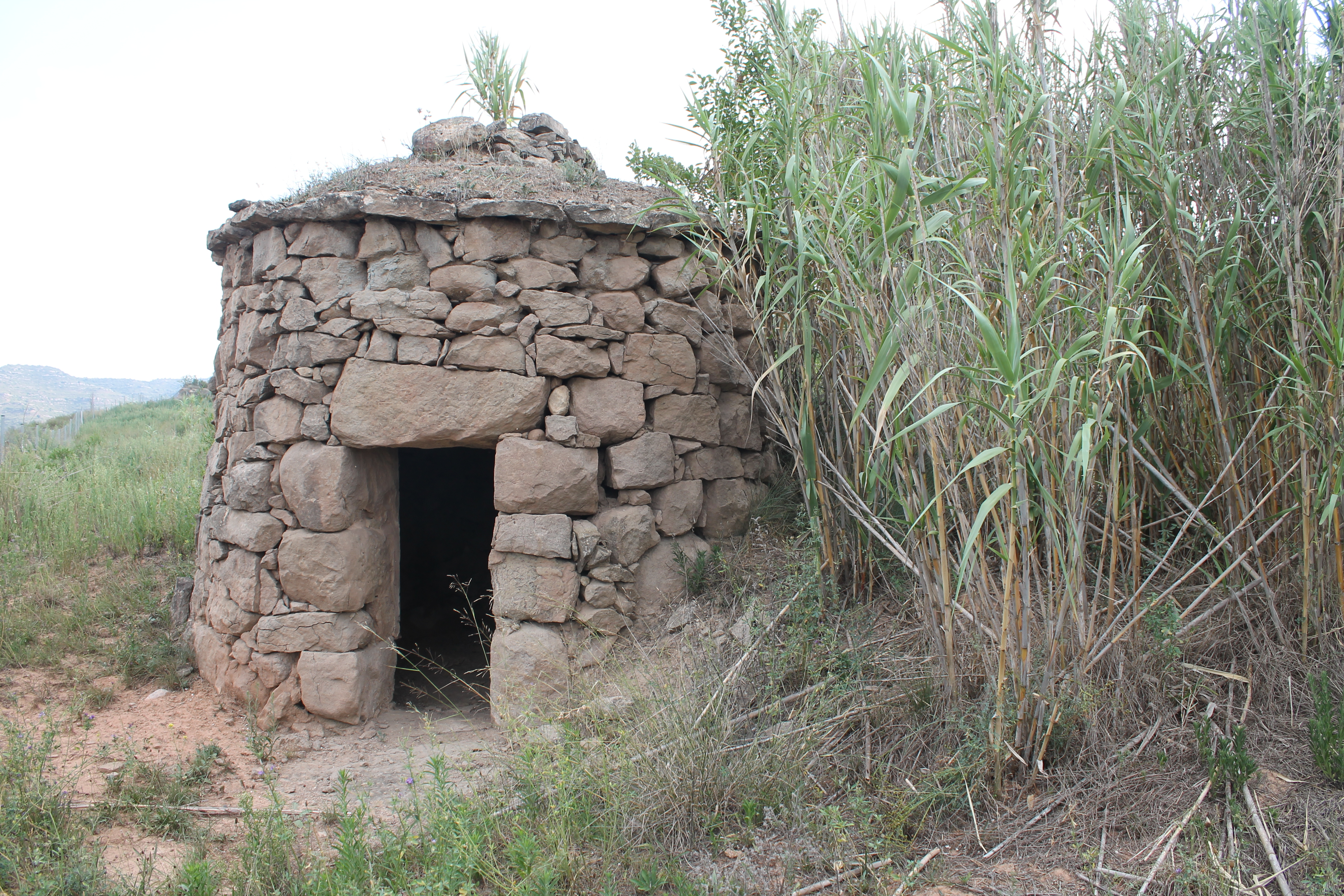
La Barraca de Pere Roll al municipi de Puig-reig (Berguedà) és una barraca de vinya.

  - Espones o marges per formar marjades (feixes o bancals): parets de pedra que tenen la funció de sostenir la terra en els costers elevats.
- Elements d'ordenació de l'espai:
  - Parets: barreres físiques per delimitar la propietat, separar el bosc o la garriga de conreus i, a la vegada, dividir-los segons les necessitats de l'explotació. N'hi ha de diferents tipus: parets amb esquena d'ase, paret cabrera, paret de mig punt, paret amb corona, paret amb bardissa, paret toma, paret rasant i paret de lloses. També cal esmentar la claveguera.[22]
  - Murs
  - Tanques
  - Tancats per bestiar
  - Arneres
  - Corrals o corts
  - Balmes
- Elements d'aprofitament de recursos hídrics com:
  - Pous: tenim pous amb coll, pous amb capelleta, pous integrats en un marge
  - Sínies o sénies[23]
  - Fonts de mina
  - Cisternes: tenim cisternes integrades en un marge.
  - Basses
  - Cocons o bassols
  - Abeuradors
- Elements de drenatge:
  - Torrents
  - Ralla
  - Parats
  - Albellons
  - Pont
  - Aljub
  - Assuts
  - Rescloses o preses
  - Canalitzacions (escorrentia, regadiu)
  - Drenatges
- Elements associats a activitats econòmiques:
  - Pous de neu o cases de neu
  - Eres de batre
  - Coll de tords
  - Forns de calç o de guix
  - Saleres
  - Tines
  - Molins
- Elements de refugi i aixopluc:
  - Aixopluc: amagatall d'estris agrícoles i sestador, zones d'esbarjo, galliners, refugi d'animals
  - Barraques de carboner
  - Barraques de cucurrull: poden ser habitacles temporals, solls, sestadors o establies.
  - Barraques de carro
  - Porxes, porxos o perxes
  - Barraques de roter
  - Barraques de vinya
  - Cabanes de volta: anomenades així perquè és construeixen amb un arc de mig punt.
  - Masets
  - Alguns tipus de graners o hórreos

- Elements de comunicació:
  - Camí de ferradura
  - Tiranys
  - Camí de carro
    - Podem destacar altres elements de pedra relacionats amb els camins com els escopidors, les ratlles, les passadores o la cadena.
- Elements d'acumulació de pedra:
  - Galera
  - Claper
  - Mollons o fites senyalitzant camins (fetes de caramulls de pedres), i obra en general.
- Pujadors:
  - Escalons volats
  - Escala
  - Rampa
- Altres elements:
  - Empedrats de carrers
  - Trones o valones[24] (paret circular a l'entorn dels arbres per reforçar-los i protegir-los del vent o de la intempèrie)
- Altres construccions no necessàriament rurals fetes usant la tècnica de la pedra seca són cases, muralles, castells, torres de guaita, talaies, ponts, masos, etc.

## Construccions de pedra seca als Països Catalans

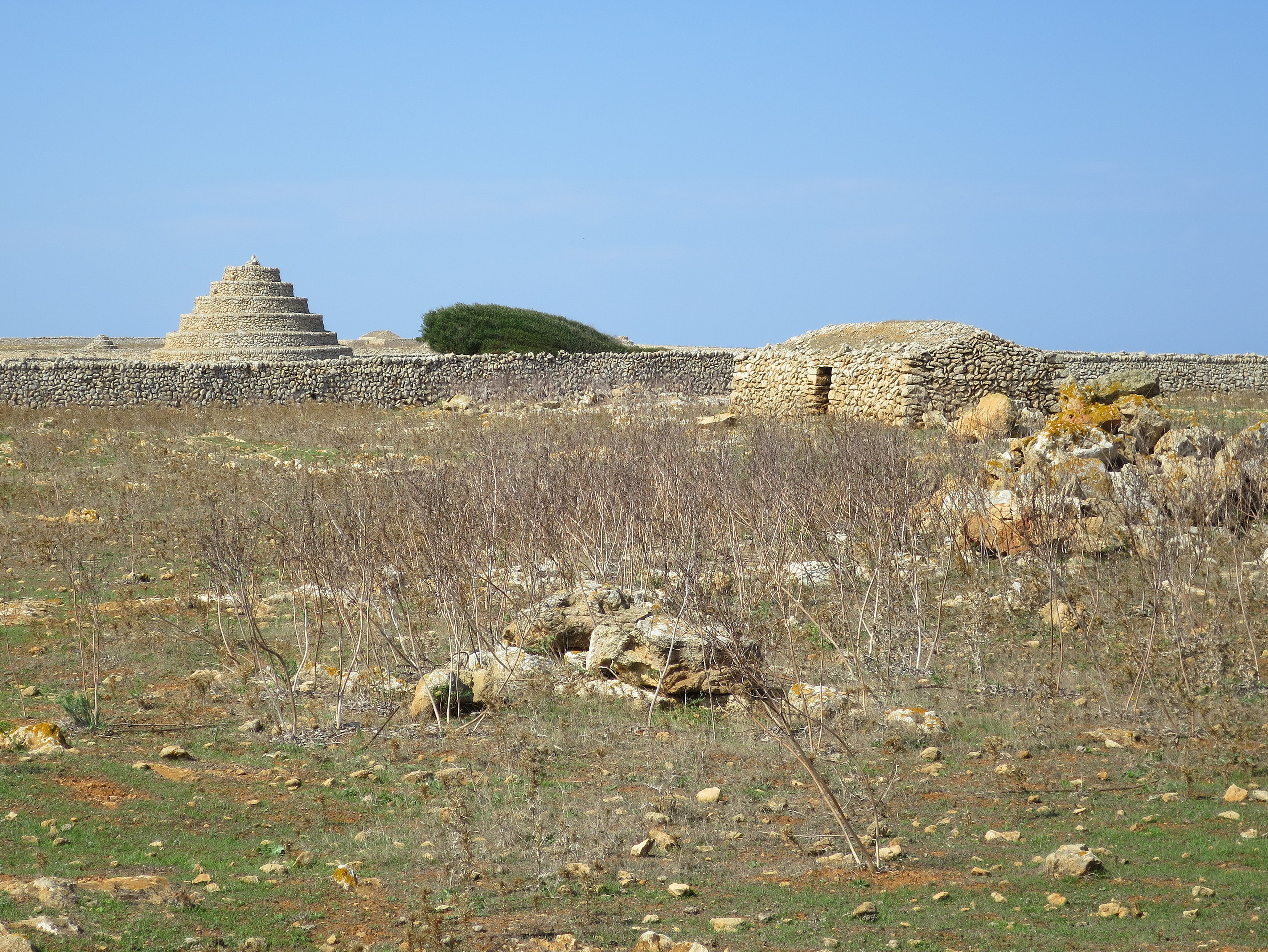
Pont i barraca de bestiar, a Ciutadella de Menorca.

Els Països Catalans és un territori amb abundants construccions en pedra seca i gran tradició de margers. Durant molts segles l’agricultura ha sigut una de les activitats econòmiques més importants a Catalunya, incloent-hi l’activitat vinícola, i va tenir una gran expansió durant la segona meitat del segle XVII. Llavores hi havia una abundant població rural i necessitat d'infraestructures tant per treballar la terra com per viure, però els pagesos que no tenien terres aprofitaven les terres que ningú volia aprofitar pel seu pendent o perquè eren molt reduïdes i hi construïen marges utilitzant la pedra seca. La majoria de les barraques que actualment es conserven a Catalunya daten del segle XX i és que tan sols una molt petita part d’aquestes hi ha coneixença de l’any de construcció.
A Catalunya on n’hi ha més concentració és a les comarques centrals i del Camp de Tarragona com el Bages, l’Anoia, l’Alt Camp, l’Alt i Baix Penedès, el Tarragonès, el Garraf i les Garrigues. A les comarques gironines també són molt abundants els murs de pedra seca a la zona de l’Alt Empordà per exemple al Cap de Creus o a la Garrotxa, el Bosc de la Tosca. Alguns dels conjunts que destaquen per l'originalitat o bon estat de conservació són:
- de la UNESCO per a ser declarat com a Patrimoni de la Humanitat.[27] Tot i que no ho indiquen, aquest conjunt podria consistir en la secció nord de Castelló, on hi ha una gran riquesa d'aquestes construccions.
- Les tines del Bages.[28][29][30]

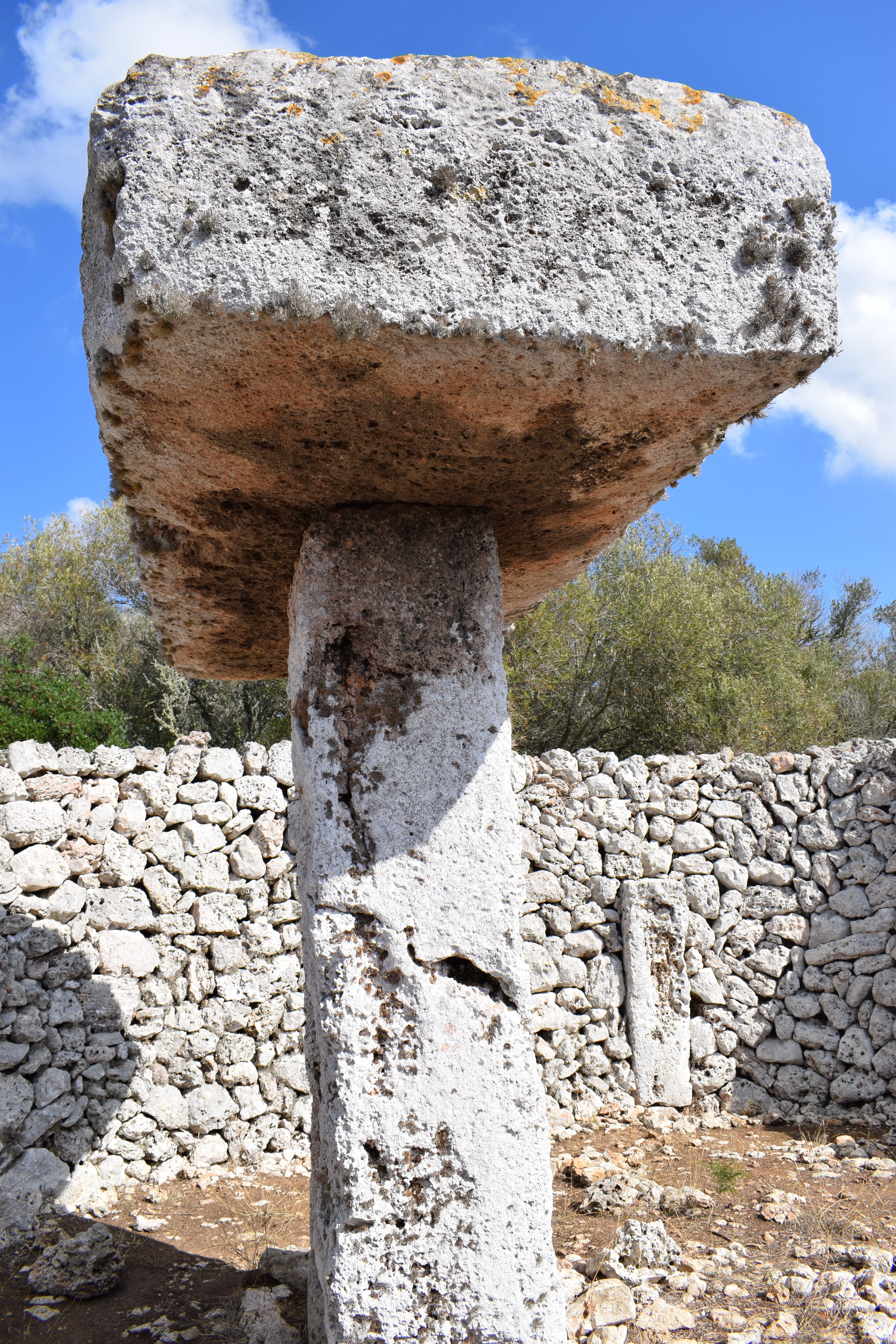
Taula de Torrellisar, cultura talaiòtica de Menorca

- Les cabanes de volta de les Garrigues: 1.100 cabanes de volta que s'han inventariat a la comarca, a més d'altres elements de pedra destinats a recollir l'aigua de la pluja enmig d'un paisatge d'ametllers i oliveres.[31]

- El conjunt d'edificacions tradicionals del camp (camins, murs, marges, barraques, etc.) de l'entorn de Cadaqués (Alt Empordà), i els rastells o empedrats de llicorella posada de cantell als carrers de Cadaqués (els que encara usen el sistema tradicional).[32]
- El conjunt d'edificacions tradicionals del camp (camins, murs, marges, barraques, etc.) a Menorca i Mallorca.
- Els monuments prehistòrics de la cultura talaiòtica de Menorca i Mallorca (navetes, talaiots, taules i poblats sencers).
- Les muralles romanes de Tarragona.

## Construccions de pedra seca arreu

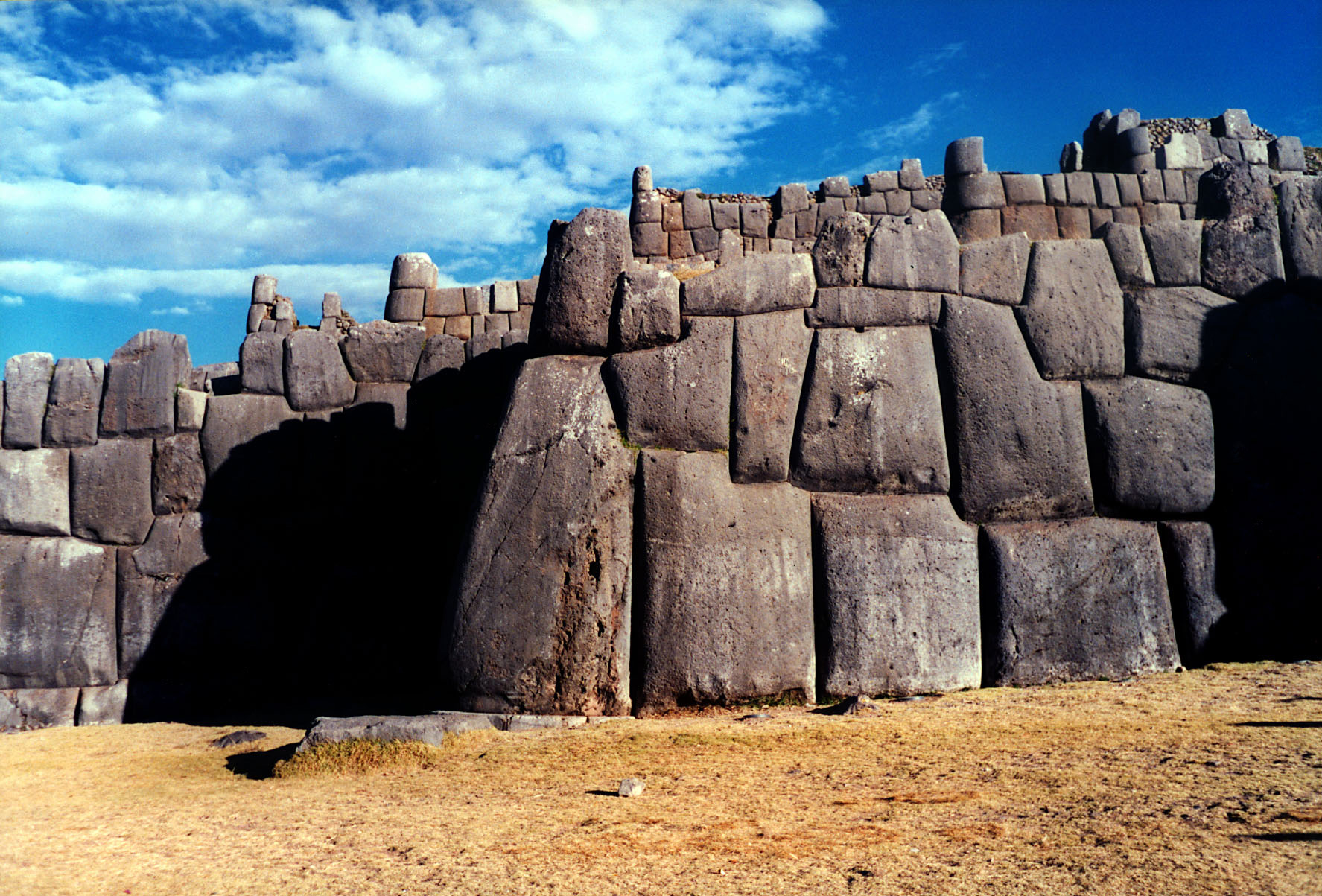
Imponents parets de pedra seca a Cusco, a la fortalesa inca de Sacsayhuamán.

Hi ha construccions tradicionals en pedra seca des del Japó fins a Austràlia, passant per l'Amèrica del Sud i del Nord, Àfrica i Europa; i a Europa, des d'Irlanda fins a Finlàndia, passant per Escandinàvia, Ucraïna, Eslovènia, els Balcans, la península Ibèrica, la conca mediterrània, Suïssa, etc.
Algunes de les construccions en pedra seca més destacables i més antigues són les ruïnes maies de Lubaantun, a Belize, algunes construccions dels inques, com ara la ciutat de Machu Pichu i moltes parets a la ciutat de Cuzco i la fortalesa de Sacsayhuamán, i les construccions en pedra en sec de la cultura talaiòtica de Menorca i Mallorca. Els nurags de Sardenya també són construccions megalítiques de pedra seca impressionants, com ho són els castros de Galícia, i més modernament, els habitatges anomenats pallouza o pallaza. Les edificacions ciclòpies de Micenes també són una mostra espectacular. A Etiòpia hi ha els marges, les muralles de les poblacions i altres construccions de l'àrea de Konso (espai cultural declarat Patrimoni de la humanitat per la UNESCO).
A Zimbàbue, hi ha l'antic assentament de Gran Zimbabwe (Monument Nacional) i el Monument Nacional de les ruïnes de Khami (Patrimoni de la humanitat, UNESCO), amb muralles i altres edificacions impressionants de pedra seca.
A Oman, al conjunt arqueològic de Bat, Al-Khutm i Al-Ayn, hi ha una zona de poblats i necròpoli de l'edat del bronze en pedra seca, que inclou centenars d'estructures en molt bon estat (Patrimoni de la humanitat, UNESCO).
Altres llocs interessants inclouen:

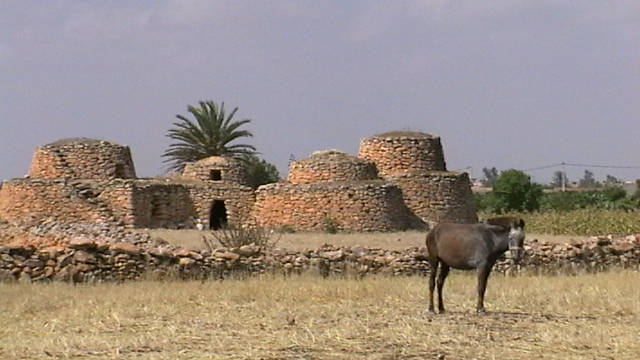
Conjunt de tazotas o cazotas a Laabidat, al Marroc.

- El marge inclinat de pedra seca de Gorseddau, a País de Gal·les.[39]
- Els cleits (barraques de vinya o cabanes de volta) d'Escòcia.
- Els clochán (barraques de vinya o cabanes de volta) en forma de rusc d'Irlanda.
- El recinte monàstic de l'illa de Skellig Michael, a Irlanda, amb les cel·les dels monjos en forma de rusc, com uns clochán molt fins.
- Els trulli o casedde (habitatges) de la regió de la Pulla, a Itàlia. Alguns són Patrimoni de la Humanitat de la UNESCO.[40]
- Les tazotas o cazotas de Laabidat, Gritat i regió al Marroc.

## Alternativa sostenible i respectuosa
A part de ser una tècnica constiuctiva amb una gran importància històrica i cultural també és una alternativa sostenible i respectuosa amb l’entorn natural que s’hauria de tornar a aplicar a l’arquitectura contemporània.
En primer lloc, es redueix l’impacte associat al transport, la petjada de carboni, i la producció de la matèria primera per la construcció, un dels grans objectius dels reptes actuals de l’arquitectura i la construcció. El seu impacte territorial és mínim perquè s’integra a l’entorn i crea una harmonia entre l’activitat humana i natural. A més és un material gairebé inesgotable que es degrada molt lentament i n’hi ha en abundància.
El segon lloc, és un espai molt ric en biodiversitat, tant per plantes com líquens, falgueres o enfiladisses, però també crea un hàbitat per diferents animals, com aus, rèptils, mamífers i insectes. Aquests últims tenen una relació de simbiosi amb l’agricultura, mentre que el pagès construeix el seu refugi on poden reproduir-se, ells fan de depredadors i contribueixen al control de les plagues d’aquestes feixes i conreus.
Finalment, la construcció de vessanes i murs de pedra seca pot ajudar a la prevenció de riscos naturals com incendis i erosió, ja que frena l'efecte d'elements erosius com l'aigua i el vent estabilitzant el terreny i fent de regulador hídric. En cas d'incendi les vessanes actuen com a obstacle i disminueixen el pendent que pot accelerar el front, tot i això, és necessari el bon manteniment de les infraestructures i la gestió dels boscos.

## Patrimoni Immaterial
La paret seca és una mostra destacada de coneixements humans que s'han transmès de generació en generació. De fet, la pedra en sec ha deixat una petjada en el paisatge, costums i tradicions. La petjada en el paisatge és evident, ja que a través de la tècnica constructiva trobam un paisatge humanitzat. Així, la tècnica constructiva és una forma més d'interacció de l'home, una mostra també de diferents formes de vida. Cada construcció era feta amb uns objectius diferents i, per tant, la funció que es dona a la construcció és també un testimoni de les diferents formes de vida en un lloc. Per exemple, les cases de neu són un bon exemple de quin tipus de vida i feina feien els nevaters, així com les barraques són també un testimoni de les formes de vida de la ruralia.

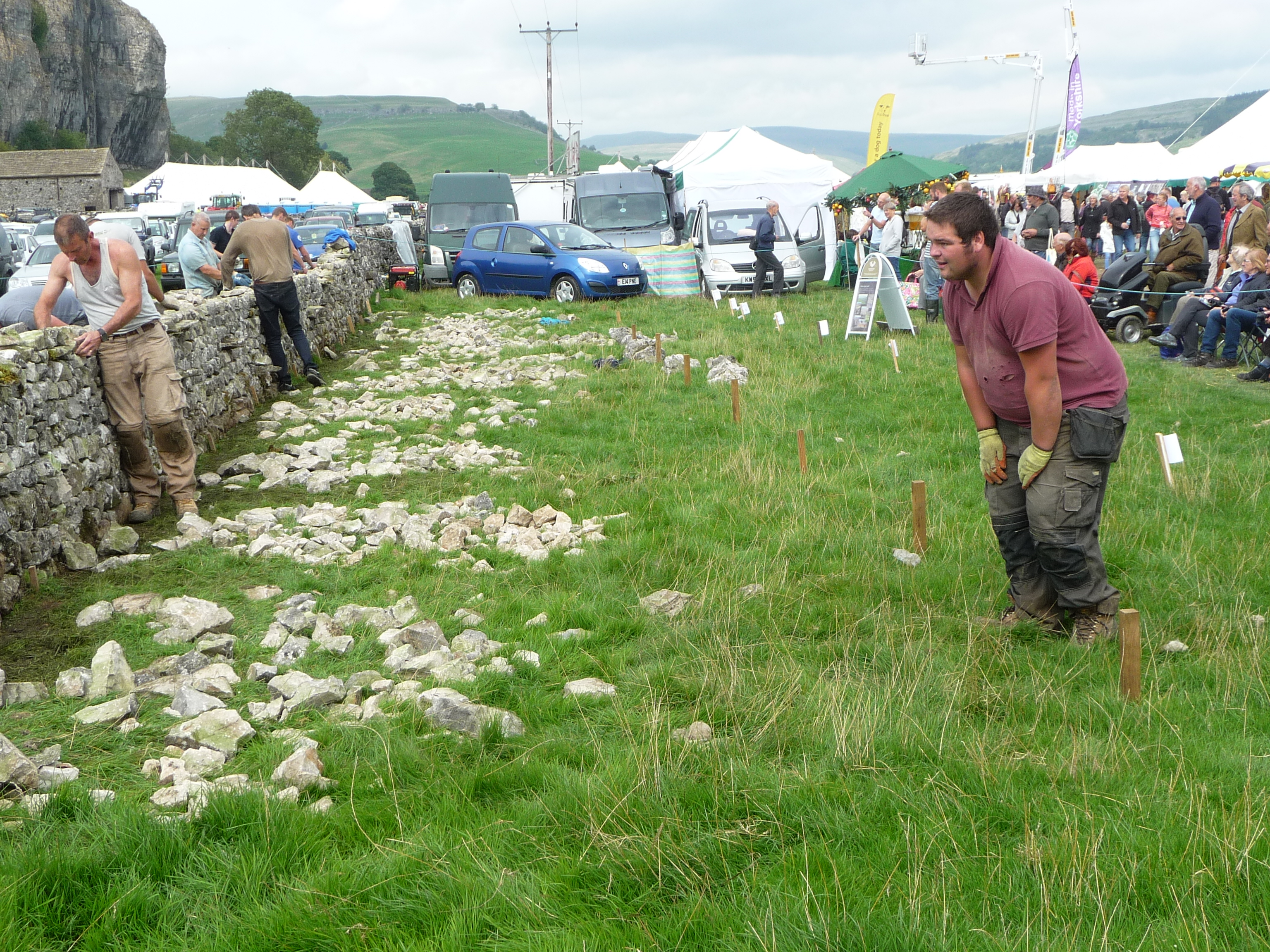
Competició de construcció de mur. Organitza la Dry Stone Walling Association (DSWA).
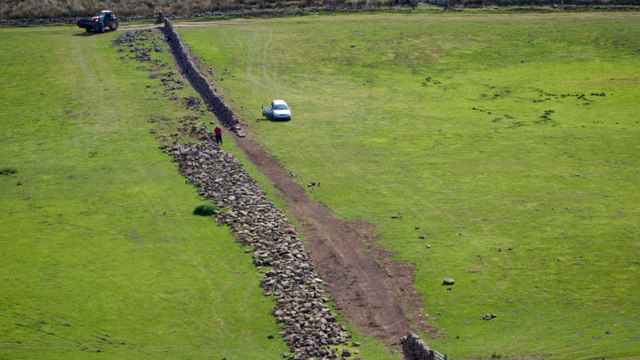
Restauració de mur en Sleddale (North Yorkshire).
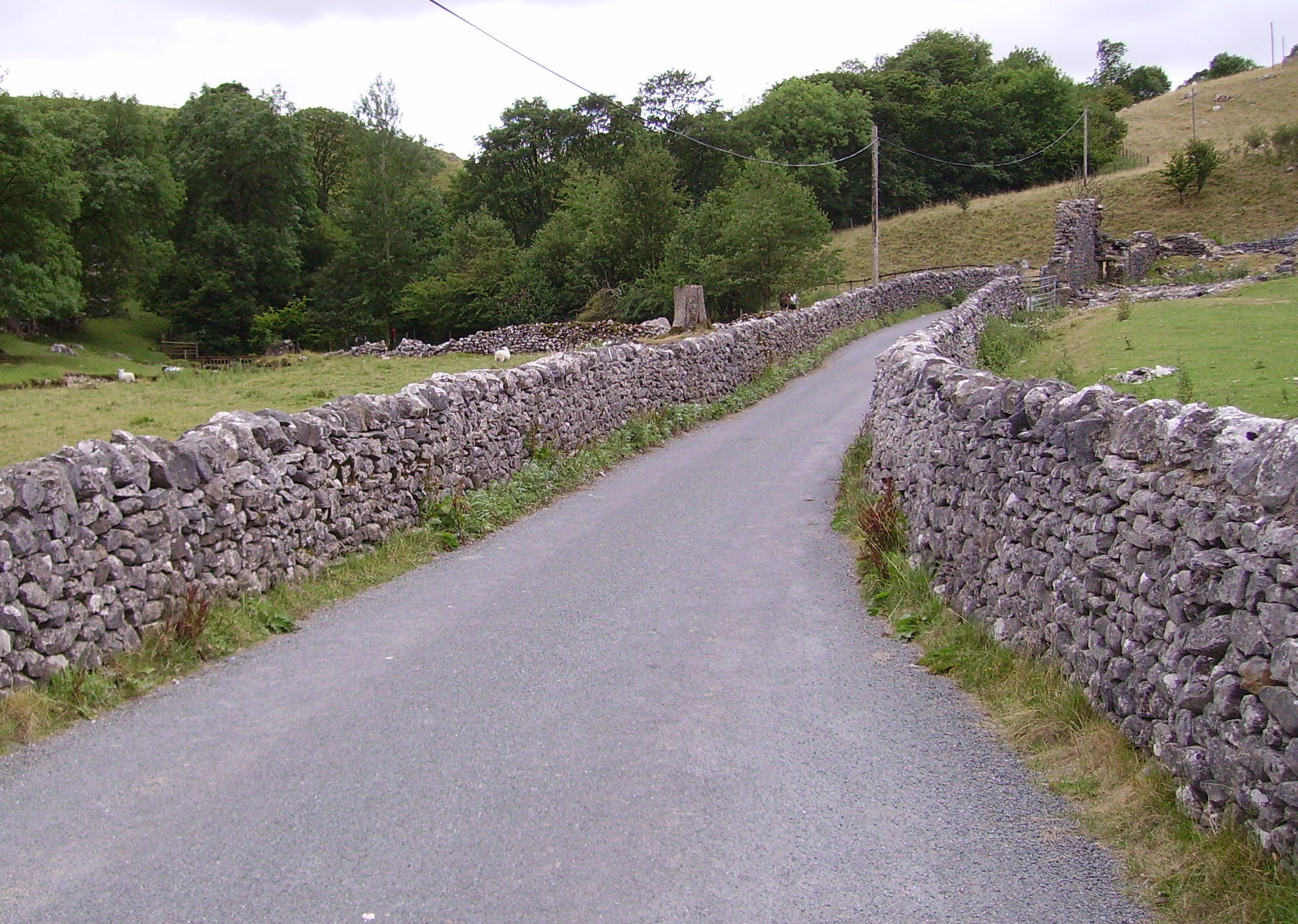
Separació de carretera i pastures. North Yorkshire.
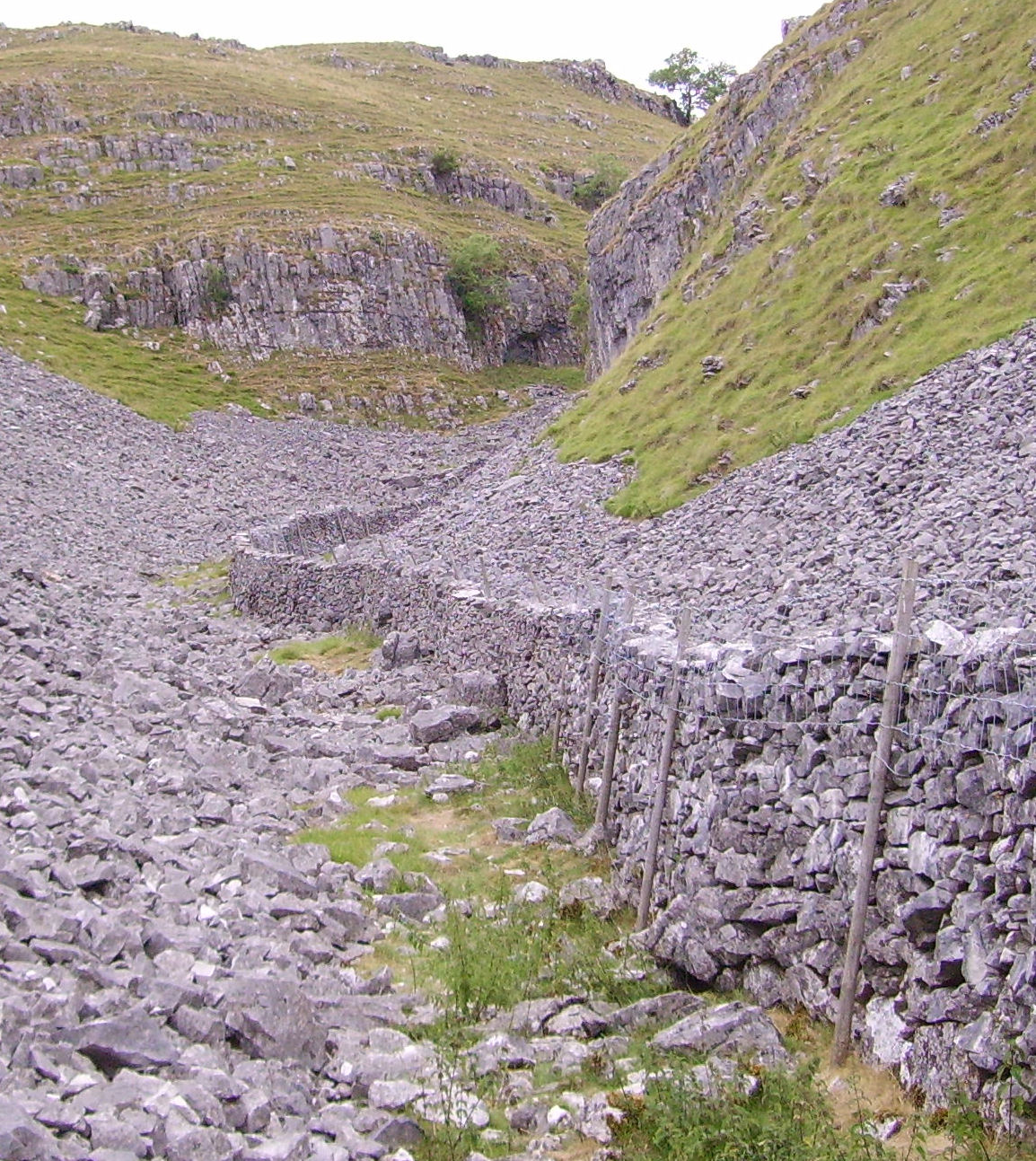
Mur per estabilitzar senda al barranc Gordale Scar (N. Yorkshire).

A més, hem de destacar que la paret seca és una construcció molt respectuosa amb el medi ambient perquè, de fet, és molt important per la regulació hídrica i el manteniment del sòl. Així, contribueix a evitar o minimitzar la degradació i l'erosió del sòl, el risc d'inundacions i en millorar l'aprofitament de l'aigua de les pluges com també disminueix el risc d'incendis.
A més, és un tipus de construcció que afavoreix la biodiversitat perquè es converteix en hàbitat privilegiat per la flora i la fauna.
L'elevat valor cultural i paisatgístic de la pedra en sec ha estat reconegut a escala mundial, com en els casos dels terrassaments de la regió vitivinícola de l'alt Duero, a Portugal, dels vessants marítims marjats de Portovenere i Cinque Terre, i dels trulli d'Alberobello, a Itàlia, que la UNESCO declarà patrimoni de la humanitat. Cal comentar també que el 2017 fou aprovada la candidatura de l'arquitectura de Pedra seca com a Patrimoni Cultural Immaterial de la Humanitat i que actualment i la tècnica de construcció amb pedra seca és considerada un BIC o bé d'interès cultural.
El novembre de 2018 va passar a formar part de la llista de Patrimoni Cultural Immaterial de la Humanitat de la UNESCO.

### Museus
A Vilafranca (Ports) hi ha el Museu de la pedra en sec, a la segona planta de l'antiga Llotja de Vilafranca. Vegeu la seva.
A Bunyola, a la finca de Raixa, s'hi troba el Centre d'Interpretació i Visitants de Raixa que té un espai dedicat a la pedra en sec.
A Torrebesses, s'hi pot trobar el Centre d'Interpretació de la Pedra Seca, amb una exposició sobre la pedra seca i punt d'inici de rutes guiades per veure aquest tipus de construccions.

### Rutes de Pedra en Sec
Arreu del territori existeixen rutes de diferents topologies i nivells per caminar, córrer, fer BTT que recorren l’entorn on trobem aquest patrimoni. Una iniciativa a Mallorca és la Ruta GR-221 que és un itinerari per la serra de Tramuntana, declarada patrimoni de la humanitat per la UNESCO, que ofereix 164 km oberts i senyalitzats que permeten descobrir els paisatges de pedra seca de l'illa.
Joan M. Vives i Teixidó ens presenta en el llibre Patrimoni rural i pedra seca: 20 itineraris a peu i en BTT (2011), un recull d’itineraris escampats arreu del territori català a través del magnífic patrimoni cultural de la pedra seca. En el llibre ens descriu cada ruta i itinerari, inclou una fitxa tècnica de dificultats, i ens explica i dona informacions clau sobre totes les construccions i elements que ens anem trobant pel camí.

## Bases de dades georeferenciades
L’any 2011 l’Observatori del Paisatge de Catalunya amb col·laboració de l'associació Drac Verd de Sitges, el Parc del Pirineu Català, el Parc Natural Regional dels Pirineus Ariejans i altres entitats com l'Associació per la Pedra Seca i l’Arquitectura Tradicional, van impulsar un projecte per vetllar per la conservació d’aquest patrimoni. Aquest projecte conforma una pàgina web anomenada Wikipedra que és un espai col·laboratiu obert a tothom que permet a l’usuari registrar, a través d’un formulari, estructures i construccions de pedra seca arreu del territori català, incloent les comarques de l’Alta Cerdanya, el Conflent i el Capcir, i el municipis occitans que integren el Parc Natural regional dels Pirineus Ariejans. Actualment estan catalogades més de 37.000 construccions gràcies a la col·laboració de més de 600 persones, organismes i entitats.
La web consta d’un mapa topogràfic amb diferents capes cartogràfiques com ara un ortofotomapa on hi ha geolocalitzades totes les construccions de pedra seca del territori. S’organitza amb una classificació de 5 categories: barraques i cabanes, dipòsits per emmagatzemar aigua, forns, murs o conjunt de murs significatius i altres construccions. Cada estructura té un marcador segons el color de la seva categoria i s’enllaça amb una fitxa tècnica que inclou les dades generals, localització, descripció i imatges.
Els tipus de construcció catalogats s'agrupen en els cinc de la taula següent:
| Tipus                           | Nombre | Data de consulta |
| ------------------------------- | ------ | ---------------- |
| Barraques                       | 30275  | 18-11-2024       |
| Dipòsits per emmagatzemar aigua | 3483   | 18-11-2024       |
| Forns                           | 900    | 18-11-2024       |
| Murs o conjunt de murs          | 670    | 18-11-2024       |
| Altres construccions            | 2417   | 18-11-2024       |